# Vorstendom Fürstenberg

Wapen van Fürstenberg

Fürstenberg was een tot de Zwabische Kreits behorend vorstendom binnen het Heilige Roomse Rijk, gelegen in Baden-Württemberg, bij de bronnen van de Donau.  Het stond onder het gezag van de Fürstenbergers.
Hoewel er volgens het rijksrecht nooit sprake geweest is van een vorstendom Fürstenberg, wordt het door de historici wel als zodanig aangeduid.

## Fürstenberg tot 1559
Na de dood van graaf Egon V van Urach en Freiburg in 1236 deelden zijn zoons de bezittingen. Graaf Hendrik kreeg de bezittingen in de Baar en nam de naam Fürstenberg aan. In 1278 werden de steden Villingen, Fürstenberg en Haslach en de heerlijkheid Dornstetten vrij van vreemde rechtbanken.
In 1283 werd graaf Frederik van Fürstenberg beleend met het landgraafschap Baar, hoewel dit eigenlijk een allodiaal graafschap was. Villingen werd daarmee een erfelijk rijksleen.
Van 1286 tot 1386 was er een jongere linie te Haslach en Villingen. Na 1294 ging Villingen in fasen verloren aan het aartshertogdom Oostenrijk. In 1326 was Villingen definitief Oostenrijks.
Ten gevolge van het huwelijk van Frederik I met Udilhid van Wolfach kwam omstreeks 1305 Wolfach aan Fürstenberg.
Graaf Hendrik II van Fürstenberg was gehuwd met Verena, de dochter van graaf Hendrik van Freiburg-Badenweiler. Zij erfde in 1303 van haar vader de heerlijkheid Hausen en in 1318 van haar moeder Anna van Wartenberg de andere delen van de Baar, zodat de gehele Baar onder het huis Fürstenberg verenigd werd. Na 1408 werd de titel niet regelmatig meer gevoerd of was er sprake van de onjuiste titel landgraaf van Fürstenberg.
Na het uitsterven van de jongere tak in Haslach in 1386 maakten koning Wenzel, de bisschop van Straatsburg, de markgraaf van Baden en de graaf van Hohenzollern aanspraak op de erfenis. Hasslach was van 1389 tot 1393 als rijksleen in het bezit van het bisdom Straatsburg, waarna het aan Fürstenberg terug kwam.
Na de dood van Hendrik IV In 1408 vond een deling plaats tussen zijn zoons:
- Hendrik V
- Koenraad, kreeg Wolfach en Hasslach (Fürstenberg-Kinzigtal, uitgestorven in 1490)
- Egon kreeg de Baar, Wartenberg en Giesingen (uitgestorven in 1449)

Na het uitsterven van twee van de drie linies werden de bezittingen weer verenigd..
In 1488 werden Donaueschingen en Aufen verworven en in 1491 Lenzkirch van Blumenegg.
Een familiepact kwam in 1491 tot stand. In 1498 werden de heerlijkheid Schenkenzell en de voogdij over het klooster Wittichen verworven. Van het keurvorstendom van de Palts werd in 1504 de halve landvoogdij in de Ortenau gepand.
Het huwelijk in 1516 van Frederik III met Anna van Werdenberg-Heiligenberg leverde in 1534 een grote territoriale erfenis op:
- het graafschap Heiligenberg  (een rijksleen)
- de heerlijkheid Jungnau (een allood)
- de heerlijkheid Trochtelfingen (een allood)

In 1536 werd de heerlijkheid Blumberg (met Stalegg, Tannegg en Hüfingen) gekocht van de heren van Bodman. De landvoogdij in de Ortenau ging in 1551/6 aan Oostenrijk verloren. In 1553 werd de heerlijkheid Möhringen verworven.
Na de dood van Frederik III in 1559 vond er een deling plaats tussen zoons;
- Christof kreeg Kinzigtal
- Joachim kreeg Heiligenberg (uitgestorven in 1716)
- Hendrik kreeg Fürstenberg (uitgestorven in 1596)

## Fürstenberg-Kinzigtal (1559-1641)
Het bezit van deze linie breidde zich door huwelijken sterk uit. Wratislaus huwde eerst in 1622 Johanna Eleonora van Helfenstein, de erfgename van de heerlijkheid Meßkirch (successie in 1627) en vervolgens in 1636 Fransisca Caroline van Helfenstein, de erfgename van de heerlijkheid Gundelfingen en een derde deel van de heerlijkheid Wiesensteig. 
Frederik Rudolf, een broer van Wratislaus huwde in 1631 Maria Maximilana van Pappenheim, de erfgename van het landgraafschap Stühlingen en de heerlijkheid Hohenhöwen. In 1639 volgde de successie.
| regering  | naam          | geboren    | overleden | familie               |
| --------- | ------------- | ---------- | --------- | --------------------- |
| 1559-1559 | Christof I    | 24-8-1534  | 17-8-1559 | zoon van Frederik III |
| 1559-1599 | Albrecht I    | 15-3-1557  | 13-9-1599 | zoon                  |
| 1599-1614 | Christof II   | 16-11-1580 | 5-1-1614  | zoon                  |
| 1614-1642 | Wratislaus II | 1600       | 27-5-1642 | zoon                  |

### Fürstenberg-Meßkirch (1627-1744)
Na het uitsterven van de vorstelijke tak Fürstenberg-Heiligenberg in 1716 werden de bezittingen van deze tak geërfd.  Vervolgens werden de graven op 10 december 1716 tot rijksvorst verheven. In 1744 stierf het huis uit. Het bezit viel aan Fürstenberg-Stühlingen.
| regering  | naam                    | geboren   | overleden | familie                                      |
| --------- | ----------------------- | --------- | --------- | -------------------------------------------- |
| 1627-1652 | Wratislaus              | 1600      | 27-5-1642 | zoon van Christof van Fürstenberg-Kinzigthal |
| 1642-1671 | Frans Christof          | 28-7-1625 | 22-9-1671 | zoon                                         |
| 1671-1741 | Frans Ferdinand         | 6-8-1664  | 4-4-1741  | zoon                                         |
| 1741-1744 | Karel Frederik Nicolaas | 9-8-1714  | 7-9-1744  | zoon                                         |

### Fürstenberg-Stühlingen (1639-1744)
De graven werden op 10 december 1716 tot rijksvorst verheven. Na het uitsterven van Fürstenberg-Meßkirch werden alle bezittingen onder deze tak herenigd en werd voortaan de naam Fürstenberg gevoerd.
| regering  | naam               | geboren   | overleden  | familie                                      |
| --------- | ------------------ | --------- | ---------- | -------------------------------------------- |
| 1639-1655 | Frederik Rudolf    | 23-4-1602 | 24-10-1655 | zoon van Christof van Fürstenberg-Kinzigthal |
| 1655-1681 | Maximiliaan Frans  | 12-5-1634 | 24-10-1681 | zoon                                         |
| 1681-1704 | Prosper Ferdinand  | 12-9-1662 | 21-11-1704 | zoon                                         |
| 1704-1762 | Jozef Willem Ernst | 12-4-1699 | 29-4-1762  | zoon                                         |

## Fürstenberg-Heiligenberg (1559-1716)
De broers Frans Egon, Herman Egon en Willem Egon werden op 12 mei 1664 tot rijksvorst verheven. In 1667 werd een zetel in de bank van de vorsten in de Rijksdag verworven. Frans Egon was van 1663 tot zijn dood in 1682 bisschop van Straatsburg, waarna Willem Egon hem opvolgde tot zijn dood in 1704. De broers zijn bekend geworden door hun anti-keizerlijke politiek. De tak stierf in 1716 uit, waarna de bezittingen aan Fürstenberg-Meßirch vielen. 
| regering  | naam               | geboren   | overleden  | familie               |
| --------- | ------------------ | --------- | ---------- | --------------------- |
| 1559-1598 | Joachim            | 25-1-1538 | 21-10-1569 | zoon van Frederik III |
| 1598-1617 | Frederik IV        | 9-5-1563  | 8-8-1617   | zoon                  |
| 1617-1618 | Willem             | 4-2-1586  | 15-10-1618 | zoon                  |
| 1618-1635 | Egon VIII          | 21-3-1588 | 24-8-1635  | broer                 |
| 1635-1662 | Ferdinand Frederik | 6-2-1623  | 28-8-1662  | zoon                  |
| 1662-1676 | Maximiliaan Jozef  | 19-6-1651 | 24-8-1676  | zoon                  |
| 1676-1716 | Anton Egon         | 24-4-1656 | 10-10-1716 | volle neef            |

## Vorstendom Fürstenberg na 1744
In 1752 werd het aandeel in de heerlijkheid Wiesensteig aan het keurvorstendom Beieren afgestaan. Op 19 januari 1762 werd de titel rijksvorst aan alle nakomelingen verleend.
| regering  | naam               | geboren    | overleden  | familie                                               |
| --------- | ------------------ | ---------- | ---------- | ----------------------------------------------------- |
| 1704-1762 | Jozef Willem Ernst | 12-4-1699  | 29-4-1762  | zoon van Prosper Ferdinand van Fürstenberg-Stühlingen |
| 1762-1783 | Jozef Wenzel       | 21-3-1728  | 2-6-1783   | zoon                                                  |
| 1783-1796 | Jozef Benedictus   | 9-1-1758   | 24-6-1796  | zoon                                                  |
| 1796-1804 | Karel Joachim      | 31-3-1771  | 17-5-1804  | broer                                                 |
| 1804-1806 | Karel Egon II      | 28-10-1796 | 22-10-1854 | achterkleinzoon van Jozef Willem Ernst                |

Paragraaf 32 van de Reichsdeputationshauptschluss van 25 februari 1803 kende de vorsten een tweede zetel in de Rijksdag toe voor Baar en Stühlingen.
De mediatisering vond plaats toen artikel 24 van de Rijnbondakte van 12 juli 1806 het volgende vastelegde:
- onder de soevereiniteit van het het koninkrijk Württemberg komen de heerlijkheden Gundelfingen en Neufra.
- onder de soevereiniteit van het groothertogdom Baden komen het vorstendom Fürstenberg met uitzondering van de heerlijkheden Gundelfingen, Neufra, Trochtelfingen, Jungnau en het deel van het ambt Meßkirch op de linker oever van de Donau.
- onder de soevereiniteit van het vorstendom Hohenzollern-Sigmaringen komen de heerlijkheden Trochtelfingen, Jungnau en het deel van de heerlijkheid Meßkirch op de linker oever van de Donau.

Bezit:
- de heerlijkheden Hausen, Wartenberg, Prechtal, Romberg, Lenzkirch, Schenkenzell, Waldsberg, Schlatt am R, Aulfingen en Hausen vor Wald.
- de stad Hülfingen
- de hoofdvoogdijambten Blumberg, Engen, Haslach, Löffingen, Möhringen, Neufra, Neustadt, Stühlingen en Trochtelfingen
- de hoofdambten Heiligenberg, Hüfingen, Jungnau, Messkirch en Wolfach.

Waldsberg en Stetten behoorden tot de gebieden van de rijksridderschap
Voor de Baar, Heiligenberg, Stühlingen, Messkirch en Hausen hadden de vorsten vijf zetels in de Zwabische Kreits.